# Pistolety maszynowe ITM
Pistolety maszynowe ITM – seria prototypowych pistoletów maszynowych opracowanych przez firmę ITM Tool And Die na przełomie lat 80. i 90. XX wieku. Wyróżnia je często podwójny system zasilania, a nawet podwójne lufy. Prototypy konstruowane są z myślą o zastosowaniu w policji lub siłach zbrojnych. Żadna z broni nie była produkowana seryjnie.

## Opisy poszczególnych prototypów
ITM Model 1 Dual Barrel
Jest to dwulufowy pistolet maszynowy zasilany amunicją 9 × 19 mm. Magazynki pudełkowe umieszczone są w chwytach pistoletowych. Lufy umieszczone są jedna nad drugą. Przełącznik ognia umożliwia strzelanie z górnej lufy, dolnej, ewentualnie z obu. Górna lufa przeznaczona jest do strzelania precyzyjnego, dolna do prowadzenia ognia zaporowego. Każda lufa ma oddzielną rączkę zamkową. Strzelanie odbywa się z zamkniętych zamków. Pistolet maszynowy posiada składaną, prętową kolbę. Ryglowanie odbywa się przez zamykanie masą zamka.
ITM Model 2 Dual Barrel
Z wyglądu model 2 nie różni się zbytnio od modelu 1. Główne różnice to dłuższa lufa górna w stosunku do tej w modelu 1 oraz nagwintowanie luf, tak aby możliwy był montaż tłumików dźwięku lub ognia. Jednakże w konstrukcji wewnętrznej zmienił się rodzaj ryglowania: w modelu 2 odbywa się on przez zamykanie masą zamka i energię sprężyny powrotnej. Kaliber i amunicja bez zmian.
ITM Model 3 Dual Barrel
Model 3 przyniósł szereg zmian. Każda z luf ma inny kaliber i zasilana jest innym rodzajem amunicji: górna (precyzyjna) – 7,62 × 51 mm, dolna (ogień zaporowy) – 9 × 19 mm. Broń posiada także dwa rodzaje magazynków – bębnowy (7,62 × 51 mm) i pudełkowy (9 × 19 mm). Zasada działania dla dolnej lufy nie zmieniła się (odrzut zamka swobodnego). Zasada działania dla górnej typowa dla broni automatycznych zasilanych podobną amunicją (odprowadzenie gazów prochowych przez boczny otwór w lufie). Ryglowanie w przypadku górnej lufy – zamek z ryglem obrotowym, dolna bez zmian. Inny kształt kolby składanej.
ITM Model 4 Dual Barrel
Model 4 był rozwinięciem modelu 2. Zmieniła się jednak masa (wzrosła o ok. 700 g) i długość poszczególnych luf. Kształt kolby składanej jak w modelu 3.
ITM Model 5
Model 5 to próba zbudowania pistoletu maszynowego na amunicję 7,62 × 51 mm. Pistolet maszynowy posiadał jedną lufę. Działał na zasadzie odprowadzania gazów prochowych przez boczny otwór w lufie. Ryglowanie odbywało się przez zamek z ryglem obrotowym. Bezpiecznik połączono z przełącznikiem ognia. Broń posiadała możliwość stosowania magazynków łukowych o pojemności 14 lub 30 naboi lub bębnowego o pojemności 125 naboi. Zastosowano kolbę składaną z modelu 3.
ITM Model 6
Wizualnie model 6 oparto na modelu 5. Zasadniczą różnicą jest zastosowanie innej amunicji – 9 × 19 mm. W związku z tym zmieniła się zasada działania, ryglowanie oraz masa. Skrócono także długość lufy, co spowodowało skrócenie całej konstrukcji.

## Dane poszczególnych modelów
|                                    | ITM Model 1 Dual Barrel1                | ITM Model 2 Dual Barrel                 | ITM Model 3 Dual Barrel                         | ITM Model 4 Dual Barrel                 | ITM Model 5                                       | ITM Model 6                                 |
| ---------------------------------- | --------------------------------------- | --------------------------------------- | ----------------------------------------------- | --------------------------------------- | ------------------------------------------------- | ------------------------------------------- |
| Kaliber:                           | 9 × 19 mm Para                          | 9 × 19 mm Para                          | 9 × 19 mm Para / 7,62 × 51 mm NATO              | 9 × 19 mm Para                          | 7,62 × 51 mm NATO                                 | 9 × 19 mm Para                              |
| Rodzaj i pojemność magazynka:      | 2 magazynki, poj. zgodnie z zamówieniem | 2 magazynki, poj. zgodnie z zamówieniem | pudełkowy dwurzędowy (9 mm) i bębnowy (7,62 mm) | 2 magazynki, poj. zgodnie z zamówieniem | pudełkowy: 14 lub 30 naboi lub bębnowy: 125 naboi | wymienny łukowy, poj. zgodnie z zamówieniem |
| Długość (kolba rozłożona/złożona): | 762/483 mm                              | 762/483 mm                              | 914/686 mm                                      | 781/559 mm                              | 718/432 mm                                        | 600/381 mm                                  |
| Długość luf/lufy:                  | górna: 254 mm dolna: 152 mm             | górna: 324 mm dolna: 146 mm             | górna (7,62 mm): 406 mm dolna (9 mm): 203 mm    | górna: 311 mm dolna: 159 mm             | 229 mm                                            | 165 mm                                      |
| Masa:                              | 2,9 kg                                  | 2,9 kg                                  | 4,4 kg                                          | 3,6 kg                                  | 2,4 kg                                            | 2,3 kg                                      |
| Szybkostrzelność teoretyczna:      | 800 strz./min.                          | 800 strz./min.                          | 800 strz./min.                                  | 800 strz./min.                          | 600 strz./min.                                    | 600 strz./min.                              |